# Angelo Taylor
Angelo F. Taylor (Albany, Georgia, 1978. december 29. –) olimpiai és világbajnok amerikai rövidtávfutó.

## Pályafutása
Taylor már első atlétikai világbajnokságán, 1999-ben győzni tudott 4 × 400 méteres váltófutásban az amerikai csapattal. Címét a következő, a 2001-es világbajnokságon meg tudta védeni, azonban csapattársa, Antonio Pettigrew doppingja miatt a Nemzetközi Atlétikai Szövetség utólag mindkét címét elvette a csapatnak.
A 2000-es olimpián a 4 × 400 méteres váltófutás mellett egyéniben, a 400 méteres gátfutásban is bajnoki címet tudott szerezni. A váltóban szerzett olimpiai bajnoki címét azonban később elvették, mert utólag kiderült, hogy az egyik előfutamban részt vevő Jerome Young még 1999-ben fennakadt egy doppingvizsgálaton, illetve a döntőben futó másik három atléta szervezetében tiltott anyagot találtak. Egyéniben szerzett címét 2004-ben nem tudta megvédeni, de a 2008-as olimpián újra ő győzött.
A 2007-es világbajnokságon a 4 × 400 méteres váltóval lett világbajnok, 400 méteres síkfutásban pedig bronzérmet szerzett.
2009-ben a berlini világbajnokságon a 4 × 400 méteres amerikai váltó megvédte címét, amelynek ő is a tagja volt.
Angelo Taylor 188 cm magas, versenysúlya 77 kg.

## Egyéni legjobbjai
- 100 méter sík - 10,58 (2008)
- 200 méter sík - 20,23 (2010)
- 300 méter sík - 32,67 (2002)
- 400 méter sík - 44,05 (2007)
- 400 méter gát - 47,25 (2008)